# Tolla
Tolla település Franciaországban, Corse-du-Sud megyében. Lakosainak száma 121 fő (2022. január 1.). Tolla Bastelica, Cuttoli-Corticchiato, Eccica-Suarella, Ocana és Peri községekkel határos.

## Népesség
A település népessége az elmúlt években az alábbi módon változott:
| Lakosok száma | 233  | 115  | 85   | 118  | 1213 | 121  | 125  | 122  | 121  | 121  |
|               | 1968 | 1982 | 1990 | 2006 | 2013 | 2015 | 2017 | 2019 | 2020 | 2022 |